# Born 2 B Blue
| Recensione              | Giudizio |
| ----------------------- | -------- |
| AllMusic                |          |
| Piero Scaruffi          |          |
| Dizionario del Pop-Rock |          |
| 24.000 dischi           |          |

Born 2B Blue è un album di Steve Miller, pubblicato dalla Capitol Records nel 1988. In questo disco Steve Miller si avvale della collaborazione, in alcuni brani, di jazzisti di livello mondiale come il vibrafonista Milt Jackson ed il sassofonista Phil Woods.

## Tracce

### LP
Lato A
1. Zip-a-Dee-Doo-Dah – 4:10 (testo: Ray Gilbert – musica: Allie Wrubel)
2. Ya Ya – 3:35 (Morris Levy, Clarence Lewis)
3. God Bless the Child – 4:58 (Billie Holiday, Arthur Herzog Jr.)
4. Filthy McNasty – 2:49 (Horace Silver)
5. Born to Be Blue – 5:23 (Mel Tormé, Robert Wells)

Lato B
1. Mary Ann – 4:48 (Ray Charles)
2. Just a Little Bit – 4:03 (John Thornton, Buster Brown, Ralph Bass, Fats Washington)
3. When Sunny Gets Blue – 4:34 (testo: Jack Segal – musica: Marvin Fisher)
4. Willow Weep for Me – 5:11 (Ann Ronnell)
5. Red Top – 2:33 (Ben Kynard, Lionel Hampton)

## Formazione
- Steve Miller - chitarra, tastiere
- Ben Sidran - tastiere
- Billy Peterson - basso
- Gordy Knudtson - batteria

Ospiti
- Milt Jackson – vibrafono ("Born to Be Blue")
- Phil Woods – sassofono alto ("When Sunny Gets Blue" e "Red Top")
- Bobby Malach – sassofono tenore ("Mary Ann", "God Bless the Child", "Filthy McNasty" e "Just a Little Bit")
- Ricky Peterson – programming ("Zip-a-Dee-Doo-Dah") e sintetizzatore ("Ya Ya" e "Just a Little Bit")
- Steve Faison – percussioni ("Zip-a-Dee-Doo-Dah")

Note aggiuntive
- Ben Sidran e Steve Miller – produttori
- Steve Miller, Ben Sidran, Billy Peterson e Gordy Knudtson – arrangiamenti (eccetto brano: "Zip-a-Dee-Doo-Dah")
- Ricky Peterson – arrangiamento (solo brano: "Zip-a-Dee-Doo-Dah")
- Registrazioni effettuate al "Kaye Smith Studios" di Seattle e al "Creation Recording" di Minneapolis
- Ricky Fisher – ingegnere delle registrazioni ("Kaye South Studios")
- Steve Wiese – ingegnere delle registrazioni ("Creation Recording")
- Registrazioni addizionali effettuate al "Capitol Records" di Los Angeles, "M&I Recorders" di New York e al "Take One" di Los Angeles
- Peter Doell – ingegnere delle registrazioni ("Capitol Records")
- Peter Darmi – ingegnere delle registrazioni ("M&I Recorders")
- Brad Gilderman e Steve Croes – ingegneri delle registrazioni ("Take One")
- Remixaggio effettuato da Steve Wiese al "Creation Recording" di Minneapolis
- Tommy Steele – art direction copertina album
- "Stan Evenson Design, Inc."– design copertina album
- Peter Straub – note retrocopertina album [5]

## Classifica
Album
| Anno | Classifica    | Posizione raggiunta |
| ---- | ------------- | ------------------- |
| 1988 | Billboard 200 | 108                 |